# Commodatum
Il commodatum (in italiano "dato a comodo", assimilabile al "comodato") o rem utendam dare nel diritto romano fu una obbligazione re contractae (obbligazione nascente dalla consegna della cosa, o reale). In termini moderni si può descrivere come un contratto reale bilaterale imperfetto in cui il comodante consegnava all'altro contraente una cosa corporale, sia mobile che immobile, inconsumabile affinché questi, detto comodatario, la usasse per poi ritornargliela. L'obbligazione nasceva nel momento della consegna della cosa.
Questo contratto originava obbligazioni quasi solo a capo del comodatario (per questo "bilaterale imperfetto") il quale si obbligava ad utilizzare la cosa come convenuto e restituirla insieme agli eventuali frutti. Il comodante era gravato solo dall'eventuale obbligo di risarcire al comodatario eventuali spese o danni.
Essendo tale contratto a esclusivo vantaggio del comodatario, quest'ultimo rispondeva dell'eventuale furto della cosa e del suo perimento per sua imperizia o mancanza di diligenza, nonché per dolo.
Tale schema contrattuale ebbe origine dallo ius honorarium quando il praetor concesse tramite editto una actio in factum (che poi evolse in actio in ius ex fide bona, azione in cui il giudice doveva tener conto della buona fede), per la tutela dell'obbligazione. L'azione poteva essere esprimibile dal comodante nei confronti del comodatario al fine di ritornare in possesso della cosa data in commodatum (azione diretta).